# Anna Sivkova
Anna Vitálievna Sivkova –en ruso, Анна Витальевна Сивкова– (Moscú, 12 de abril de 1982) es una deportista rusa que compitió en esgrima, especialista en la modalidad de espada.
Participó en dos Juegos Olímpicos de Verano, obteniendo una medalla de oro en Atenas 2004, en la prueba por equipos (junto con Tatiana Logunova, Oxana Yermakova y Karina Aznavurian), y el cuarto lugar en Londres 2012, en la misma prueba.
Ganó cinco medallas en el Campeonato Mundial de Esgrima entre los años 2001 y 2013, y diez medallas en el Campeonato Europeo de Esgrima entre los años 2001 y 2012.

## Palmarés internacional
| Juegos Olímpicos   | Juegos Olímpicos        | Juegos Olímpicos  | Juegos Olímpicos   |
| Año                | Lugar                   | Medalla           | Prueba             |
| ------------------ | ----------------------- | ----------------- | ------------------ |
| 2004               | Atenas (Grecia)         | Medalla de oro    | Espada por equipos |
| Campeonato Mundial |                         |                   |                    |
| Año                | Lugar                   | Medalla           | Prueba             |
| 2001               | Nimes (Francia)         | Medalla de oro    | Espada por equipos |
| 2003               | La Habana (Cuba)        | Medalla de oro    | Espada por equipos |
| 2007               | San Petersburgo (Rusia) | Medalla de plata  | Espada por equipos |
| 2013               | Budapest (Hungría)      | Medalla de oro    | Espada por equipos |
| 2013               | Budapest (Hungría)      | Medalla de plata  | Espada individual  |
| Campeonato Europeo |                         |                   |                    |
| Año                | Lugar                   | Medalla           | Prueba             |
| 2001               | Coblenza (Alemania)     | Medalla de plata  | Espada por equipos |
| 2002               | Moscú (Rusia)           | Medalla de plata  | Espada por equipos |
| 2003               | Bourges (Francia)       | Medalla de oro    | Espada por equipos |
| 2004               | Copenhague (Dinamarca)  | Medalla de oro    | Espada por equipos |
| 2004               | Copenhague (Dinamarca)  | Medalla de plata  | Espada individual  |
| 2005               | Zalaegerszeg (Hungría)  | Medalla de oro    | Espada por equipos |
| 2008               | Kiev (Ucrania)          | Medalla de bronce | Espada individual  |
| 2009               | Plovdiv (Bulgaria)      | Medalla de plata  | Espada individual  |
| 2011               | Sheffield (Reino Unido) | Medalla de plata  | Espada por equipos |
| 2012               | Legnano (Italia)        | Medalla de oro    | Espada por equipos |